# Hashomer

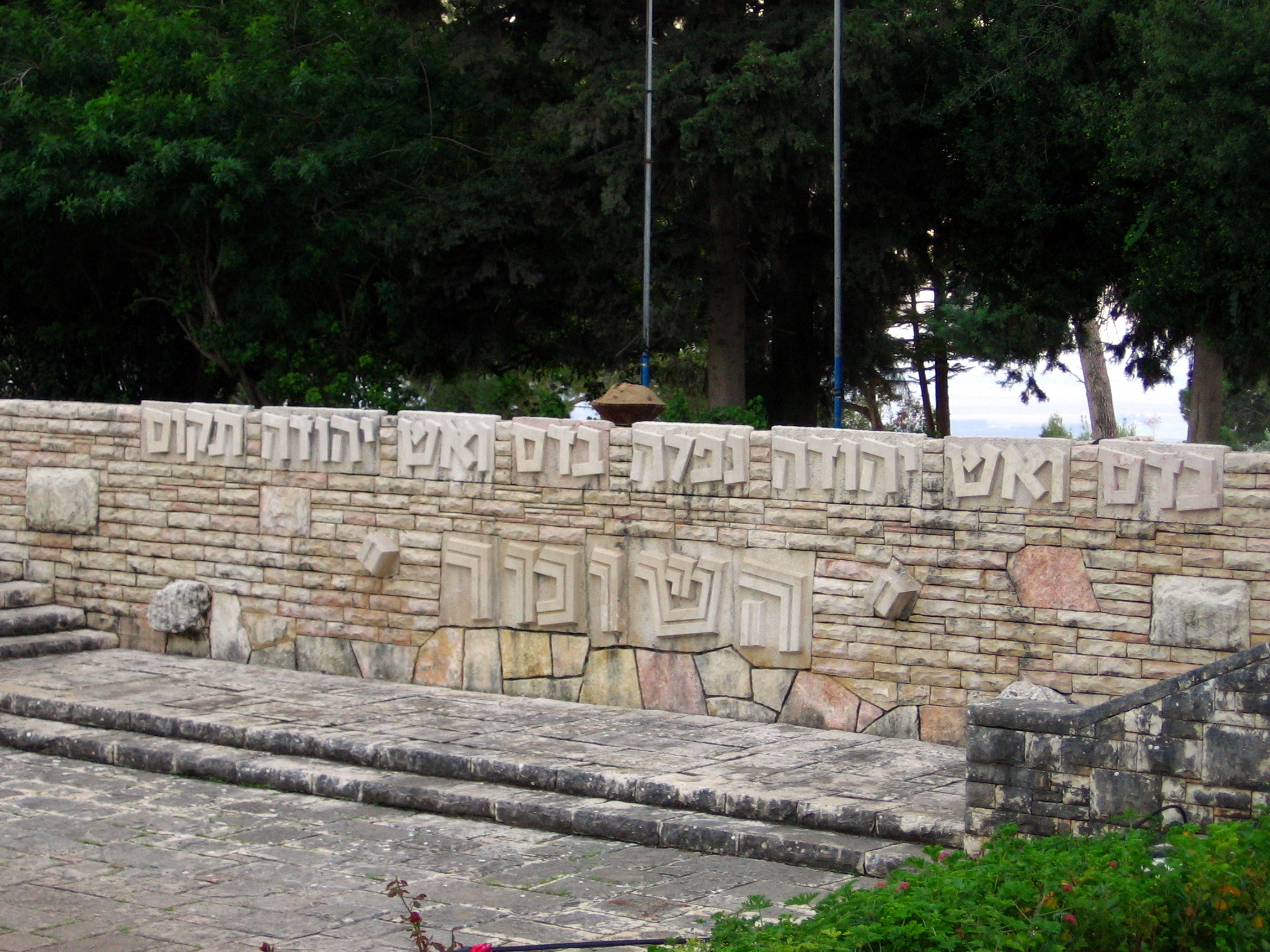
Lema de Hashomer en el Cementerio de Tel Hai: "A sangre y fuego Judea cayó, a sangre y fuego Judea se levantará otra vez."

Hashomer (en hebreo: השומר, El vigilante) fue una organización de defensa judía en Eretz Israel durante la dominación del Imperio otomano, fundamentada en Bar Giora en abril de 1909. Dejó de funcionar después de la fundación de la Haganá en el año 1920. El propósito de Hashomer era proporcionar protección a los asentamientos judíos del yishuv, liberando a las comunidades judías de la dependencia de los consulados extranjeros y de los guardias de seguridad árabes. Fue dirigida por un comité de tres - Israel Shojat, Israel Giladi y Mendel Portugali.

## Historia

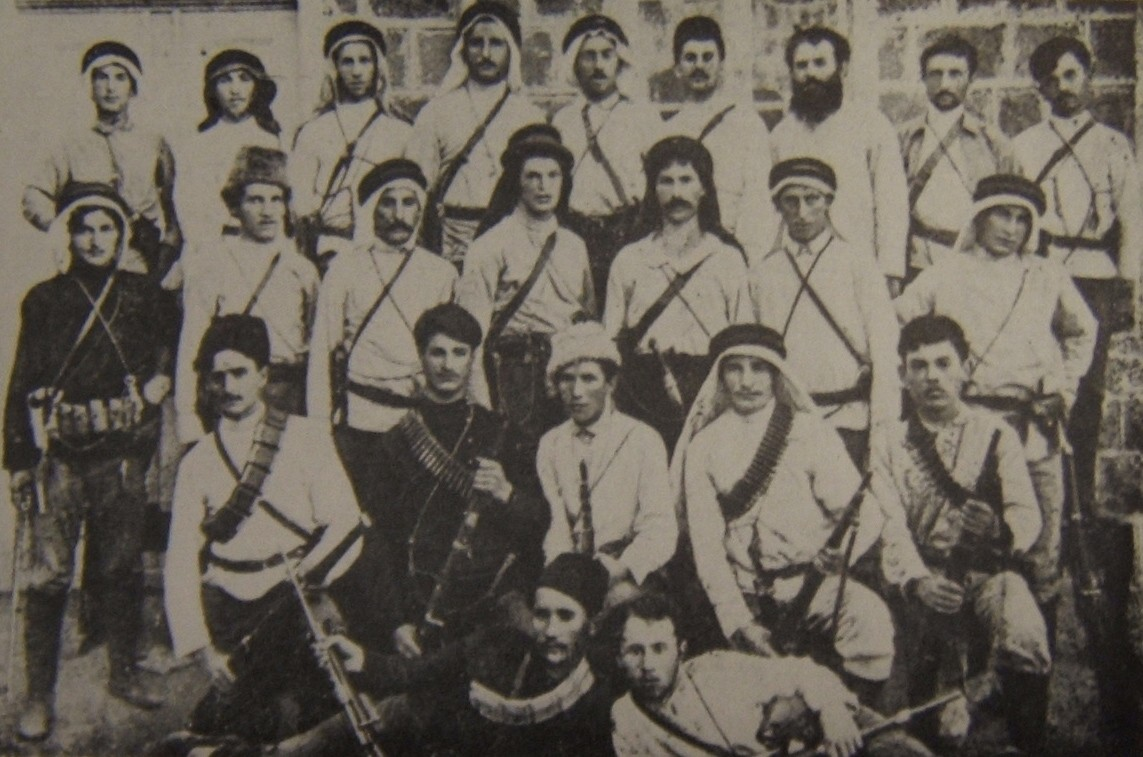
Miembros de Hashomer en 1909.

Hashomer fue originado por sionistas socialistas, en su mayoría miembros de Poalei Zion, incluyendo a Israel Shojat, Manya Shojat, Yitzhak Ben-Zvi y la esposa de este, Rachel Yanait, varios de los cuales habían formado anteriormente una pequeña sociedad secreta llamada la guardia de Bar Giora, que protegía la comunidad de Sejera (Ilaniya) y Mes'ha (Kfar Tavor). Mientras que previamente los colonos se habían comprometido a defender sus tierras y comunidades, Hashomer fue el primer intento de proporcionar una defensa organizada de todas las comunidades judías en Eretz Israel. Un serio obstáculo fue la falta de fondos para comprar armas. Con asesoramiento de Yehoshua Hankin, consultaron a Eliahu Krause, intendente de Sejera, que les prestara el dinero. Las primeras armas fueron compradas. Como lema optaron por una línea del poema de Yaakov Cohen, "Habiryonim": "A sangre y fuego Judea cayó, a sangre y fuego Judea se levantará otra vez".
Adoptaron vestimenta local y muchas de las costumbres de los beduinos, drusos y circasianos. También se inspiraron en la historia de los cosacos. Los primeros "shomrim" (guardias), trabajaron a pie, pero pronto adquirieron caballos, lo que aumentó enormemente su eficacia. Mendel Portugali estableció las normas para entablar combate.
"No busque una confrontación con el ladrón, espántelo, y sólo cuando no tenga otra opción, realice un disparo. Después de todo, él fue a robar un saco de granos, no a matarle, por lo tanto no lo mate, él se alejará. No duerma durante la noche. Si usted oye pasos, dispare a distancia. Si usted considera que está a pocos pasos de distancia y puede disparar sin atacarte, fuego a distancia. Sólo si su vida está en peligro… dispare."
Las armas utilizadas eran las mismas que la de la gente del lugar, incluyendo el "jift", una escopeta simple o de doble cañón, la "yunani" y el "osmanli" mosquetes de un solo tiro, fusiles y diferentes pistolas Mauser. Los modernos fusiles, conocidos como "Abu-hamsa" (padre de cinco), fueron los de mayor prestigio, y eran utilizados para el robo por los árabes. El "shibriyeh" (daga árabe) y el "nabut" (garrote o maza) eran llevados por todos. Las municiones eras caras y difíciles de encontrar, por lo tanto se establecieron centros de producción de manera primitiva.
Hashomer tuvo éxito en la protección de los asentamientos en todo el país, aunque a veces despertó la ira de los vigilantes árabes que han perdido sus puestos de trabajo y de los ladrones, así como también irritó a la población árabe por las incursiones de represalia. Algunos de los antiguos pobladores del yishuv también estaban preocupados de que el Hashomer pueda interferir en el cambio de situación con la población local. 
Durante la Primera Guerra Mundial la organización sufrió el acoso por parte de la dominación otomana. Muchos de sus miembros fueron deportados a Anatolia, otros se vieron obligados a ocultarse e inclusive algunos de ellos fueron ejecutados. La mayor parte del armamento de la organización fue confiscada. El grupo no obstante, sobrevivió.
En 1920 se decidió organizar la Haganá, un grupo mucho más amplio, basado para hacer frente a nuevos desafíos de defensa y las necesidades de la creciente comunidad del yishuv. Muchos miembros del Hashomer se unieron a la Legión Judía, mientras que otros se unieron a la policía montada, desempeñando un papel destacado en la defensa de Tel Hai y Jerusalén durante el pogromo de Jerusalén en 1920 y los disturbios de Jaffa de 1921. 
En junio de 1920 Hashomer dejó de existir como un cuerpo separado. Sus miembros, sin embargo, mantuvieron el contacto e hicieron una importante contribución a la defensa del yishuv.
Además de su rol como vigilantes de los asentamientos judíos en el país, los miembros de Hashomer establecieron una serie de asentamientos propios, incluyendo Tel Adashim, Tel Hai y Kfar Giladi.

## Miembros destacados
- Israel Shochat - Uno de los fundadores y líder del movimiento.
- Manya Shochat - Alma mater del los kibutz en Israel.
- Yitzhak Ben-Zvi - Segundo Presidente de Israel fue inspirador para la fundación del movimiento.
- Alexander Zaid - Fundador.
- Mendel Portugali - Fundador.
- Israel Giladi - Fundador.
- Yehezqel Nissanov - Fundador.
- Eliyahu Golomb - Uno de los más importantes líderes de la Haganá.
- Haim Sturman -
- Pinhas Sneerson -
- Avraham Yosef Berl - Primera víctima en el movimiento.